# Ignatkowce
Ignatkowce (biał. Ігнаткаўцы, Ihnatkaucy; ros. Игнатковцы, Ignatkowcy) – wieś na Białorusi, w obwodzie grodzieńskim, w rejonie lidzkim, w sielsowiecie Chodorowce.

## Historia
W XIX i w początkach XX w. położone były w Rosji, w guberni wileńskiej, w powiecie lidzkim, w gminie Lebioda.
W dwudziestoleciu międzywojennym nazwę tę nosiły wieś i trzy folwarki. Leżały one w Polsce, w województwie nowogródzkim, w powiecie szczuczyńskim (od 29 maja 1929, wcześniej w powiecie lidzkim), w gminie Lebioda. Demografia w 1921 przedstawiała się następująco:
|                        | Liczba mieszkańców | Budynki | Narodowość  | Narodowość | Narodowość  | Wyznanie          | Wyznanie |
| Polacy                 | Liczba mieszkańców | Budynki | Białorusini | inna       | prawosławne | rzymskokatolickie |          |
| ---------------------- | ------------------ | ------- | ----------- | ---------- | ----------- | ----------------- | -------- |
| wieś Ignatkowce        | 325                | 46      | 23          | 294        | 8           | 299               | 26       |
| folwark Ignatkowce I   | 7                  | 1       | 7           | –          | –           | 2                 | 5        |
| folwark Ignatkowce II  | 8                  | 1       | 7           | 1          | –           | 1                 | 7        |
| folwark Ignatkowce III | 6                  | 1       | 6           | –          | –           | 6                 | –        |

Po II wojnie światowej w granicach Związku Sowieckiego. Od 1991 w niepodległej Białorusi.